# District historique d'Highlands
Le district historique d'Highlands – ou Highlands Historic District en anglais – est un district historique du comté de Teton, dans le Wyoming, aux États-Unis. Situé au sein du parc national de Grand Teton, il comprend des constructions du milieu du XXe siècle érigées dans le style rustique du National Park Service. Il est inscrit au Registre national des lieux historiques le 19 août 1998.